# 双線型形式
数学の特に抽象代数学および線型代数学における双線型形式（そうせんけいけいしき、英: bilinear form）とは、スカラー値の双線型写像、すなわち各引数に対してそれぞれ線型写像となっている二変数函数を言う。より具体的に、係数体 F 上のベクトル空間 V で定義される双線型形式 B: V × V → F は
- B(u + v, w) = B(u, w) + B(v, w)
- B(u, v + w) = B(u, v) + B(u, w)
- B(λu, v) = B(u, λv) = λB(u, v)

を満たす。
- 双線型形式の定義は、線型写像を加群の準同型に置き換えることで、可換環上の加群へも拡張できる。
- 係数体 F が複素数体 C の場合には、双線型形式ではなく半双線型形式（双線型形式と似るが、一方の引数に関して線型かつ他方の引数に関して共役線型（英語版）(conjugate linear) となるような写像）を考えるほうが自然である。

## 座標による表現
V ≅ Fn は n-次元ベクトル空間で {e1, ..., en} がその基底を与えるものとする。n × n 行列 A は A = (B(ei, ej)) で定義され、ベクトル v, w をこの基底に関して表す n × 1 行列をそれぞれ x, y であるとすれば
{\displaystyle B(\mathbf {v} ,\mathbf {w} )=x^{\mathrm {T} }Ay=\sum _{i,j=1}^{n}a_{ij}x_{i}y_{j}}
が成り立つ。別な基底 {f1, ..., fn} を取るとき、正則線型変換 S ∈ GL(n; F) が存在して
[f1, ..., fn] = [e1, ..., en]S
と書けるから、同じ双線型形式のこの基底に関する行列表現は、STAS により与えられる。

## カリー化と双対空間
ベクトル空間 V 上の任意の双線型形式 B に対し、カリー化により、V から双対空間 V* への線型写像の対 B1, B2: V → V* が
- {\displaystyle B_{1}(\mathbf {v} )=B(\mathbf {v} ,\bullet )\colon V\to F;\;\mathbf {w} \mapsto B_{1}(\mathbf {v} )(\mathbf {w} )=B(\mathbf {v} ,\mathbf {w} )}
- {\displaystyle B_{2}(\mathbf {w} )=B(\bullet ,\mathbf {w} )\colon V\to F;\;\mathbf {v} \mapsto B_{2}(\mathbf {w} )(\mathbf {v} )=B(\mathbf {v} ,\mathbf {w} )}

として誘導される。ここに黒丸 • は、得られる線型汎函数の引数が入る場所を示すプレースホルダである。
V が有限次元ベクトル空間である場合には、B1 または B2 のいずれか一方が同型ならば、両者とも同型となり、このとき双線型形式 B は非退化であると言う。より具体的に、有限次元ベクトル空間上の双線型形式 B が非退化であるとは、
{\displaystyle B(x,y)=0\,(\forall y\in V)\implies x=0,}
{\displaystyle B(x,y)=0\,(\forall x\in V)\implies y=0}
がともに成立することを言う。
- 可換環 R の上の加群 M の場合にこれと対応する概念として、双線型形式 B: M × M → R がユニモジュラー (unimodular) であるとは、誘導される写像 B1, B2: M → M* := Hom(M,R) が同型であるときに言う。可換環上の有限階数加群が与えられたとき、誘導された写像が単射（上の意味で非退化）だがユニモジュラーでないという場合が起こり得る。例えば、有理整数環 Z 上の双線型形式 B(x, y) = 2xy は非退化だがユニモジュラーでない（実際、誘導される Z → Z* = Z は 2-倍写像だから同型でない）。

V が有限次元の場合は、V と二重双対 V** とを同一視できる。このとき、B2 は線型写像 B1 の転置写像となることが示せる（V が無限次元の場合には、B2 は B1 の転置写像を V** における V の像に制限したものと一致する）。与えられた双線型形式 B に対し、B の転置とは
B*(v, w) = B(w, v)
で定義される双線型形式を言う。
双線型形式 B の左根基および右根基とは、それぞれ B1 および B2 の核、すなわちそれぞれ左および右の引数の空間全体と直交するベクトル全てからなる部分空間を言う。
V が有限次元ならば、B1 の階数は B2 の階数に等しい。この階数が dim(V) に等しいならば B1, B2 はともに V から V* への線型同型であり、したがって B は非退化である。階数・退化次数の定理により、これは左根基が（あるいは同じことだが右根基が）自明であるという条件と同値である。実際、有限次元の場合には、しばしばこれを非退化の定義として採用する:
定義双線型形式 B が非退化であるとは、B(v, w) = 0 (∀w) ならば v = 0 となることをいう。
線型写像 A: V → V* が任意に与えられると、
B(v, w) = A(v)(w)
と置くことにより V 上の双線型形式 B が定まる。この形式が非退化であるための必要十分条件は A が同型であることである。
V が有限次元の時、V の適当な基底に関して、双線型形式が退化するための必要十分条件は、対応する行列の行列式が零となること。同様に、非退化形式は対応する行列の行列式が零でない（行列が正則）である双線型形式である。これらは基底の取り方に依らず成り立つ事実である。
- 可換環上の加群の場合には、ユニモジュラー形式とは付随する行列の行列式が単元（例えば 1）、したがって各項もそうであるような双線型形式である。付随する行列が非零だが単元でない形式は、非退化だがユニモジュラーでないことに注意すべきである（例えば、整数環上定義された {\displaystyle B(x,y)=2xy} など）。

## 対称性、歪対称性および交代性
与えられた双線型形式が、
- 対称であるとは、V の全ての v, w に対し、B(v, w) = B(w, v) のこと;
- 交代的であるとは、V の全ての v に対し、B(v, v) = 0 のこと;
- 歪対称であるとは、V の全ての v, w に対し、B(v, w) = −B(w, v) のこと

と定義する。
注意任意の交代形式が歪対称となることは B(v+w, v+w) を展開すれば明らかであり、基礎体 F の標数が 2 でないときは、逆も正しい。即ち、双線型形式が歪対称的であることと交代的であることとは同じ概念をさだめる。
しかし char(F) = 2 のときは、歪対称形式は対称形式と同一の概念を表すこととなり、また交代形式ではない対称／歪対称形式が存在する。
双線型形式が対称（あるいは歪対称）であるための必要十分条件は、その双線型形式の（任意の基底に対する）表現行列が対称（あるいは歪対称）となることである。また双線型形式が交代的となる必要十分条件は、この双線型形式の表現行列が歪対称でかつ対角成分がすべてゼロであるとなることである（char(F) ≠ 2F の時は、歪対称よりこのことが従う）。
双線型形式が対称であるための必要十分条件は、それに対応する二つの線型写像 B1, B2: V → V* が相等しいことであり、また歪対称であるための必要十分条件は、対応する線型写像の一方が他方の符号を変えたものとなっていることである。また、char(F) ≠ 2 のとき、双線型形式は
{\displaystyle B^{\pm }={\frac {1}{2}}(B\pm B^{*})}
と置くことにより、対称部分と歪対称部分に分解することができる。ここに、B∗ は B の（上で定義した意味での）転置である。

## 付随する二次形式
双線型形式 B: V × V → F に対し、付随する二次形式 QB: V → F は QB(v) := B(v, v) で与えられる。
char(F) ≠ 2 のとき、二次形式はそれに付随する対称双線型形式の言葉を用いて定義することができる。同様の仕方で、二次形式の概念の、歪対称形式、エルミート形式、歪エルミート形式などに対応する変形版を定義することができる。これを一般にまとめた概念としてε-二次形式(ε-quadratic form) がある。

## 反射性・直交性
定義
双線型形式 B: V × V → F が反射的 (reflexive) であるとは、V の全ての v, w に対して、B(v, w) = 0 ならば B(w, v) = 0 が成り立つことを言う。
反射的双線型形式 B : V × V → F に対し、V の v, w が B に関して直交 (orthogonal) するとは B(v, w) = 0 が成り立つこと（これは B(w, v) = 0 が成り立つこととしても同じ）を言う。
双線型形式 B が反射的であるには、それが対称的もしくは交代的の何れかとなることが必要十分である。反射性を落として考えるばあいには、左直交と右直交の概念を区別しなければならない。反射的空間においては左右の根基は一致し、自分以外の全てのベクトルと直交するようなベクトル全体の成す部分空間として、双線型形式の核、もしくは根基と呼ばれる。すなわち、行列表現 x をもつベクトル v が行列表現 A を持つ双線型形式の根基に属するというのは、Ax = 0 となること（いまの場合 xTA = 0 となることとしても同じ）である。根基は、常に V の部分空間である。根基が自明であることと、行列 A が非特異であることとは同値であり、従って、双線型形式が非退化であることとも同値である。
部分空間 W に対して、B に関する直交補空間は
{\displaystyle W^{\perp }=\{v\mid B(\mathbf {v} ,\mathbf {w} )=0\ \forall \mathbf {w} \in W\}}
で定義される。有限次元空間の上の非退化二次形式に対し、写像 W ↔ W⊥ は全単射であり、W⊥ の次元は dim(V) − dim(W) で与えられる。

## 異なる空間
同じ基礎体の上の双線型写像
B: V × W → F
に対しても、上で述べた双線型形式に関する議論の大半について同様の内容が成立する。例えばこの場合においても、双線型写像からは、V から W∗ への線型写像と W から V∗ への線型写像が誘導される。これらの写像が同型となることも起こり得る（有限次元の場合は、やはり一方が同型ならば他方も同型でなければならない）。その場合、B は完全対 (perfect pairing) である、または V と W とを双対にするという。
有限次元では、これはペアリングが非退化であることと同値である（空間は必然的に同次元となる）。（ベクトル空間ではなく）加群について言えば、非退化形式であるということがユニモジュラ形式であるという条件より弱い条件であるのとちょうど同じ意味で、非退化対であることは完全対であることよりも弱い条件になる。非退化ではるが完全ではない例としては、(x,y) ↦ 2xy による Z × Z → Z は非退化ではあるが、写像 Z → Z* の上に 2による積を引き起こす。
そこで、こういった場合に対しても双線型形式という言葉がしばしば用いられる。例えば、リース・ハーヴィは「八種類の内積」について議論するのに、非零成分は +1 または −1 しか持たないような対角行列 Aij を用いてそれらの「内積」を定義した。ここでいう「内積」の中には、斜交形式や半双線型形式、エルミート形式であるようなものが含まれる。その議論は、一般の体 F ではなくて、具体的に実数体 R, 複素数体 C, 四元数体 H を詳述するものである。例えば
{\displaystyle \sum _{k=1}^{p}x_{k}y_{k}-\sum _{k=p+1}^{n}x_{k}y_{k}}
なる形の双線型形式は、実対称型(real symmetric case) と呼ばれ、R(p, q) (ただし p + q = n) というラベルで分類される。旧来の用語との関係については
実対称型双線型形式には非常に重要なものが含まれる。正定値の場合の R(n, 0) はユークリッド空間に対応し、また一つが負符号の R(n−1, 1) はローレンツ空間に対応する。n = 4 の場合のローレンツ空間はミンコフスキー空間またはミンコフスキー時空とも呼ばれている。R(p, p) なる特別な場合は分解型と呼ばれるものである。
と述べている。

## テンソル積との関係
テンソル積の持つ普遍性により、V 上の双線型形式は、線型写像 V ⊗ V → F と 1 対 1 に対応する。B が V 上の双線型形式であれば、対応する線型写像は
v ⊗ w ↦ B(v, w)
によって与えられる。全ての線型写像 V ⊗ V → F の集合は、V ⊗ V の双対空間であるので、双線型形式は
(V ⊗ V)* ≅ V* ⊗ V*
の元と考えられる。同様にして、対称双線型形式は Sym2(V*) （V* の二次対称冪）の元とも考えることができ、交代双線型形式は、Λ2V* （V* の二次外冪）の元とも考えられる。

## ノルム線型空間
定義
ノルム線型空間の上の双線型形式は、全ての u, v ∈ V に対して、{\displaystyle B(\mathbf {u} ,\mathbf {v} )\leq C\|\mathbf {u} \|\|\mathbf {v} \|}が成立するような定数 C が存在するとき、有界(bounded)であるという。
ノルム線型空間の上の双線型形式が楕円的(elliptic)、もしくは強圧的であるとは、全ての u ∈ V に対して、{\displaystyle B(\mathbf {u} ,\mathbf {u} )\geq c\|\mathbf {u} \|^{2}}となるような定数 c > 0 が存在する場合を言う。